# James Bellamy
Ne pas confondre avec James Bellamy (1819-1909), un universitaire britannique et administrateur à l'Université d'Oxford.
Pour les articles homonymes, voir Bellamy.
James Francis Bellamy, surnommé Jim Bellamy, né le 11 septembre 1881 à Bethnal Green (près de Londres, en Angleterre) et mort le 30 mars 1969 à Chadwell Heath, est un footballeur et un entraîneur anglais des années 1900, 1910, 1920 et 1930.

## Carrière
Évoluant au poste d'ailier droit, Bellamy porte le maillot de nombreux clubs anglais au cours de sa carrière, notamment Reading FC, Woolwich Arsenal de 1903 à 1907, Portsmouth FC, Burnley FC et Fulham FC.
Bellamy devient par la suite entraîneur et entame une carrière à travers l'Europe : en Allemagne, en Italie (au Brescia Calcio), puis en Espagne au FC Barcelone, qu'il mène à son premier titre de champion d'Espagne. Lors de la saison 1930-1931, son équipe est battue 12-1 sur le terrain de l'Athletic Bilbao, ce qui reste un record de contre-performance pour le club blaugrana.

## Parcours

### Joueur[1]
- Barking FC (en)
- Grays Athletic FC
- Reading FC
- 1903-1907 :  Woolwich Arsenal FC
- Portsmouth FC
- Norwich City FC
- Dundee FC
- Motherwell FC
- 1912-1913  Burnley FC
- 1914 :  Fulham FC
- Southend United FC
- Ebbw Vale FC
- Barking FC (en)

### Entraîneur
- 1926-1928 :  Brescia Calcio
- 1929-1931 :  FC Barcelone

## Palmarès

### Entraîneur
FC Barcelone
- Championnat d'Espagne (1929)
- Championnat de Catalogne (1930, 1931)